# 96-й истребительно-бомбардировочный авиационный полк
96-й истребительно-бомбардировочный авиационный полк (сербохорв. 96. lovačko-bombarderski avijacijski puk / 96. ловачко-бомбардерски авијацијски пук) — авиационный полк военно-воздушных сил и войск ПВО СФРЮ, образованный в 1944 году во время войны как 423-й штурмовой авиационный полк (сербохорв. 423. vazduhoplovni jurišni puk / 423. ваздухопловни јуришни пук) в составе 42-й штурмовой авиационной дивизии и существовавший до 1959 года.

## История

### 423-й штурмовой авиационный полк
423-й штурмовой авиационный полк образован 9 декабря 1944 года в Руме. Личный состав проходил обучение под руководством 10-й гвардейской штурмовой авиационной дивизии из 17-й воздушной армии, полк входил в состав 42-й штурмовой авиационной дивизии. Был оснащён штурмовиками Ил-2, участвовал в завершающих боях за освобождение Югославии. В годы войны его базами служили местечки Рума, Господжинци, Бачки-Брестовац, Илиновац, Велика-Горица / Плесо и Любляна.
После войны базой полка стало местечко Плесо. В 1948 году он был переименован в 96-й штурмовой авиационный полк.

### 96-й истребительно-бомбардировочный авиационный полк
96-й штурмовой авиационный полк состоял в 37-й авиационной дивизии. В 1949 году он перелетел на базу Лучко под Загребом, а в 1952 году отправился на авиабазу Церкле-об-Крки, где и оставался. С 1954 года на его вооружении находились американские истребители-бомбардировщики F-47D Thunderbolt, которые пришли на замену Ил-2, а полк стал истребительно-бомбардировочным. Расформирован он был 22 октября 1959 года.

## В составе
- 42-я штурмовая авиационная дивизия (1945)
- 2-я штурмовая авиационная дивизия (1945—1948)
- 37-я авиационная дивизия (1948—1959)

## Предыдущие наименования
- 423-й штурмовой авиационный полк (1944—1948)
- 96-й штурмовой авиационный полк (1948—1954)
- 96-й истребительно-бомбардировочный авиационный полк (1954—1959)

## Авиабазы
- Рума (1944)
- Господжинци (1944)
- Бачки-Брестовац (1944)
- Илиновац (1944)
- Велика-Горица / Плесо, Загреб (1944)
- Любляна (1945)
- Плесо (1945—1949)
- Лучко (1949—1951)
- Церкле (1952—1959)

## Командиры
| Дата назначения | Имя                    |
| --------------- | ---------------------- |
|                 | Милан Малнарич         |
|                 | Милан Марьянович       |
|                 | Блажо Ковачевич        |
|                 | Александр Радичевич    |
|                 | Владо Бакарич          |
|                 | Илия Зеленика          |
|                 | Лука Попов             |
|                 | Лука Стоянович-Муратов |
|                 | Драго Лаушевич         |
|                 | Боривое Тошич          |
|                 | Милан Ачимович         |
|                 | Никола Вучевич         |
|                 | Теодор Маев            |
|                 | Драголюб Звицер        |

## Самолёты
- Ил-2 (1944–1954)
- Republic P-47 Thunderbolt (1954–1959)